# Ivanje (Bojnik)
Ivanje (Bojnik) (em cirílico: Ивање) é uma vila da Sérvia localizada no município de Bojnik, pertencente ao distrito de Jablanica, na região de Pusta Reka. A sua população era de 36 habitantes segundo o censo de 2002.

## Demografia
| 1948 | 1953 | 1961 | 1971 | 1981 | 1991 | 2002 | 2011 |
| ---- | ---- | ---- | ---- | ---- | ---- | ---- | ---- |
| 520  | 544  | 513  | 322  | 187  | 105  | 88   | 36   |